# Cimetière de Saint-Rémy-de-Provence
Le cimetière de Saint-Rémy-de-Provence est le cimetière communal de Saint-Rémy-de-Provence dans les Bouches-du-Rhône. Il est connu pour accueillir des sépultures de personnalités tant locales que nationales.

## Histoire et description
Le cimetière de Saint-Rémy-de-Provence est un grand cimetière séparé par des murs au fur et à mesure de ses extensions successives, se trouvant des deux côtés du chemin du Souvenir-Français. La partie ancienne possède un patrimoine riche tant du point de vue artistique qu'historique avec ses tombes de calcaire, chapelles et monuments.

## Personnalités inhumées
- Pierre de Brun (1874-1941), paléontologue, fondateur du musée des Alpilles
- Léon Daudet (1867-1942), fils d'Alphonse Daudet, écrivain, polémiste et député
- Olivier Gendebien (1924-1998), champion automobile belge
- Joseph Girard (1803-1875), architecte
- Claude Guillaume (1949-1986), sculpteur
- Charles Mauron (1899-1966), critique littéraire et maire de Saint-Rémy-de-Provence et son ancienne épouse la traductrice Marie Mauron née Roumanille (1896-1986)
- Armand Panigel (1920-1995), musicologue
- Jules Pellissier (1810-1882), médecin local (monument imposant avec médaillon)
- Joseph Roumanille (1818-1891), fondateur du félibrige